# Mariusz Latkowski
Mariusz Latkowski (ur. 2 marca 1982 we Wrocławiu) – polski bobsleista.

## Życiorys
Były lekkoatleta. Zdobył dwa medale mistrzostw Europy juniorów w sztafecie 4 x 100 metrów – srebrny w 1999 i brązowy w 2001 roku. Finalista mistrzostw świata juniorów w 2000 roku (4 x 100 m), aktualny rekordzista Polski juniorów (4 x 100 m - reprezentacja i klub).
Rugbysta - reprezentujący w latach 2007/2008 Politechnikę Wrocławską w turniejach międzyklubowych
Wyniki w bobslejach:
- 16. m. MŚ - czwórki (2006)
- 20. m. MŚ - czwórki (2005)
- 21. m. MŚ - czwórki (2004)
- 25. m. MŚ - dwójki (2005)
- 13. m. PŚ w Calgary - czwórki (2005)
- 13. m. PŚ w Koenigssee - czwórki (2006)
- 13. m. PŚ w Altenbergu - czwórki (2006)
- 14. m. PŚ w Cortinie - czwórki (2005)
- 16. m. PŚ w Igls - czwórki (2005)
- 18. m. PŚ w Altenbergu - dwójki (2006)
- 18. m. PŚ w St. Moritz - czwórki (2005)
- 18. m. PŚ w Turynie - czwórki (2005)
- 18. m. PŚ w Lake Placid - czwórki (2005)
- 19. m. PŚ w Altenbergu - dwójki (2004)
- 19. m. PŚ w Lake Placid - czwórki (2005)
- 23. m. klasyfikacja generalna PŚ - czwórki (2005)
- 10. m. ME - dwójki (2004)
- 15. m. ME - czwórki (2004)
- 4. m. MŚJ - czwórki (2003)

W październiku 2024 roku ukończył pełnego Iron Man (Triathlon) w Calella Barcelona w czasie 12h 12h 27min 53sek 